# 1-й Рівний провулок (Житомир)
1-й Рівний провулок — провулок в Богунському районі Житомира.

## Розташування
Знаходиться на Богунії. Бере початок від вулиці Євгена Коновальця і завершується на Бондарній вулиці.

## Історія
Наприкінці ХІХ століття — у перші десятиліття ХХ століття за місцем розташування провулка пролягали межі дачних ділянок №№ 23, 24, 15, 16 Врангелівського дачного масиву. Як житловий провулок виник у 1963 році. У 1968 році провулок отримав назву. Назва провулка походить від тодішньої назви вулиці Євгена Коновальця — Рівної. Станом на 1968 рік провулок та його забудова переважно сформовані.